# 800 metros
800 metros és una minisèrie documental del 2022. La sèrie explora els fets ocorreguts en els atemptats gihadistes de Catalunya de 2017, i està basada, en gran part, en el llibre Sense por de morir: Els silencis del 17-A, de la periodista catalana Anna Teixidor. La sèrie és dirigida per Elías León Siminiani, que ha comptat amb el guió i la producció dels periodistes Anna Teixidor, Nacho Carretero i Jesús García.

## Argument
Els fets van començar el 17 d'agost de 2017 a La Rambla de Barcelona quan una furgoneta blanca de lloguer Fiat Talento va atropellar desenes de persones que passejaven per la part alta. Segons testimonis presencials, el conductor va fer esses durant uns 550 metres a fi d'atropellar el màxim de persones. El vehicle es va aturar al mig de la Rambla, just al Mosaic del Pla de l'Os de Joan Miró. Immediatament, el conductor va abandonar la furgoneta i va fugir.
Hores després, l'Estat Islàmic va reivindicar l'atemptat a través de la seva agència de notícies Amaq. A l'atemptat de Barcelona es va confirmar la mort de quinze persones, entre elles un infant de 3 anys, i un centenar de ferides, quinze d'elles de gravetat. D'altra banda, hores després de l'atemptat de Barcelona, entre la nit del 17 i el 18, a la 1.15 de la matinada, es va produir un altre atac a Cambrils. En l'acció van morir cinc terroristes i sis persones van resultar ferides, entre elles una dona que va morir hores després.

## Premis
- Premi Ondas al millor documental o sèrie documental 2022.[8]